# Santa Lucia (Francesco del Cossa)
Santa Lucia è un dipinto tempera a uovo e fondo oro su tavola (79×56 cm) di Francesco del Cossa, databile al 1472-1473 e conservato nella National Gallery of Art di Washington. L'opera era lo scomparto superiore destro del Polittico Griffoni.

## Storia
Francesco del Cossa si trovava da poco a Bologna quando ricevette dalla famiglia Griffoni, la commissione di una pala d'altare per la propria cappella nella basilica di San Petronio, realizzata con la collaborazione di un altro maestro ferrarese, il più giovane ma molto promettente Ercole de' Roberti. La scelta di san Vincenzo Ferrer era legata alla dedica della cappella, voluta probabilmente dai Domenicani, essendo il santo canonizzato da relativamente poco (1448) ed essendo l'Ordine impegnato in una forte opera di diffusione del culto.
L'opera rimase nella cappella fino al 1725-1730, quando venne smembrata e immessa nel mercato antiquario in lotti separati: da allora i pannelli si dispersero. I due pannelli superiori di San Floriano e Santa Lucia finirono a Gubbio nelle collezioni del conte Ugo Beni verso il 1858. Nel 1882 vennero messi in vendita con gli altri beni del conte e acquistati da Joseph Spiridon, che li immise nel mercato antiquario. Nel 1936 furono acquistati dalla Samuel H. Kress Foundation e poi regalati nel 1939 al museo nazionale. Nel 1952 si aggiunse anche il tondo della Crocifissione.
Il polittico venne ricostruito virtualmente da Roberto Longhi nel 1935, con il fondamentale saggio Officina ferrarese.

## Descrizione e stile
Santa Lucia è raffigurata in piedi un piede sollevato su un parapetto lapideo che fa da base al pannello. La diversa tipologia del fondo (oro rispetto al cielo e figure dei pannelli inferiori) aveva fatto dubitare che l'opera facesse parte del polittico, ma esso si riallaccerebbe dopotutto al piccolo Paradiso raffigurato in alto nel pannello centrale del San Vincenzo Ferrer. Lucia quindi, come anche Floriano, si troverebbe in una sorta di loggia paradisiaca da cui si affaccia per vedere la scena principale del polittico, con un gesto ben caratterizzato. La santa tiene in mano la palma del martirio e i suoi occhi, con la suggestiva metafora di assimilarli a due boccioli che escono da uno stelo.
La sua figura è solenne e maestosa, risentendo dell'influenza di Piero della Francesca, e grande attenzione è data alla resa anatomica e naturalistica del soggetto, come si vede nella morbida gestualità e nella resa delle mani, con il tipico gesto del mignolo alzato. Nell'incresparsi capriccioso del tessuto al collo si ritrovano echi più tipici della scuola ferrarese, in particolare di Cosmè Tura.